# 362-es busz (2009–2020)
A 362-es jelzésű autóbusz egy váci helyi járat, ami a deákvári lakótelepet köti össze az autóbusz-állomáson, Kisvácon és a Szérűskerten keresztül a Duna–Dráva Cementtel (DDC). Az üzem működésének fénykorában munkásjárat volt: a deákvári lakótelepen élő, több műszakban dolgozó munkásokat szállította a gyárba. Mára a járatsűrűsége a korábbi töredékére esett vissza (csak munkanapokon reggel, délután és kora este közlekedik). Inkább már iskolajáratnak tekinthető, mivel érinti a szérűskerti oktatási centrumot és az utasok túlnyomó része diák, illetve a 363-as, a 364-es és a 365-ös járatok utasterhelését csökkenti az autóbusz-állomás és a deákvári lakótelep között. 2020. március 19-étől nem közlekedik.
Egykor betétjáratai is közlekedtek 22-es és a 23-as jelzéssel, de 2008 őszétől nem viseltek az alapjárattól eltérő jelzést. Reggel némely járat a deákvári szakaszon nem közlekedik a Gombási út 94. megállóig, hanem a Deákvár, ABC (Temető út) után csak a Deákvár, ABC (Gyógyszertár)-ig (ez volt eredetileg a 22-es járat).

## Megállóhelyei
| 0  | Gombási út 94. végállomás | 12 | 361, 363, 364, 365, 366 |
| 1  | Altányi szőlők            | ∫  | 361, 363, 364, 365, 366 |
| 2  | Gombási út 34.            | ∫  | 363 |
| ∫  | Deákvári főút 29.         | 11 | 361, 363, 364, 365, 366 |
| ∫  | Fürj utca                 | 10 | 361, 363, 364, 365, 366 |
| 3  | Deákvár, ABC              | 9  | 361, 363, 364, 365, 366 |
| 4  | Deákvár, ABC (Naszály út) | 8  | 361, 363, 364, 365, 366 |
| 5  | Öntöde                    | ∫  | 361, 363 |
| 6  | Autóbusz-állomás          | 7  | 300, 314, 328, 329, 330, 331, 332, 333, 334, 335, 337, 338, 339, 342, 343, 345, 347, 348, 350, 351, 361, 363, 364, 365, 371, 372, 455 1010, 1013 S70 G70 Z70 S71 G71 S77 S750 EC, EN |
| 7  | Rákóczi tér               | 6  | 328, 329, 330, 331, 332, 342, 347, 361, 364, 365, 455 |
| 8  | Hunyadi utca              | 5  | 328, 329, 330, 331, 332, 342, 347, 361, 364, 365, 455 |
| 9  | Autójavító                | 4  | 328, 329, 330, 331, 332, 342, 347, 350, 351, 361, 455 1010, 1013 |
| 10 | Oktatási Centrum          | 3  | 328, 329, 330, 331, 332, 350, 351 1010, 1013 S750 |
| ∫  | Szociális Foglalkoztató   | 2  | |
| 11 | DDC főbejárat             | 1  | 328, 329, 330, 331, 332, 350, 351 1010, 1013 |
| 12 | DDC végállomás            | 0  | |

## Külső hivatkozások
- A 362-es busz 2009 kora tavaszán, akkor még 21-es számú volt. YouTube